# Lordhowea
Lordhowea is een monotypisch geslacht van spinnen uit de  familie van de Cyatholipidae.

## Soort
- Lordhowea nesiota Griswold, 2001